# Championnat de Colombie féminin de football
Le Championnat de Colombie de football féminin est une compétition de football féminin professionnelle organisée par la Dimayor opposant les 13 meilleures équipes de Colombie. Le champion se qualifie pour la Copa Libertadores féminine.

## Format
Sous l'impulsion de la Dimayor et de la FIFA, la Colombie organise son premier championnat de football féminin en 2017. 
Dix-huit équipes participent à la première édition du championnat au cours de laquelle les matches sont programmés le même jour que ceux du championnat masculin, les spectateurs pouvant alors assister avec un même billet aux deux rencontres. L'Independiente Santa Fe remporte le championnat en étant invaincu et en battant en finale l'Atlético Huila (2-1 à l'aller et 1-0 au retour).

## Palmarès
| Saison | Vainqueur              | Score                 | Finaliste              | Meilleure buteuse     |
| 2017   | Independiente Santa Fe | 3-1                   | Atlético Huila         | Manuela González (13) |
| 2018   | Atlético Huila         | 1-0 1-2 (3-0t. a. b.) | Atlético Nacional      | Oriana Altuve (16)    |
| 2019   | América de Cali        | 3-2                   | Independiente Medellín | Linda Caicedo (7)     |
| 2020   | Independiente Santa Fe | 4-1                   | América de Cali        | Ysaura Viso (13)      |
| 2021   | Deportivo Cali         | 6-3                   | Independiente Santa Fe | Catalina Usme (12)    |
| 2022   | América de Cali        | 1-2 3-1               | Deportivo Cali         | Catalina Usme (15)    |
| 2023   | Independiente Santa Fe | 2-0 0-0               | América de Cali        | Catalina Usme (11)    |
| 2024   | Deportivo Cali         | 2-1 2-0               | Independiente Santa Fe |                       |

| Club                   | Titres | Finales |
| Independiente Santa Fe | 3      | 2       |
| América de Cali        | 2      | 2       |
| Deportivo Cali         | 2      | 1       |
| Atlético Huila         | 1      | 1       |
| Atlético Nacional      | 0      | 1       |
| Independiente Medellín | 0      | 1       |